# Maximilian Joseph von Tarnóczy
Maximilian Joseph von Tarnóczy (24. října 1806 Schwaz – 4. dubna 1876 Salcburk) byl rakouský kardinál a arcibiskup, primas Germaniae.

## Život
Narodil se 24. října 1806 do rodiny uhersko-bavorského šlechtice Franze Xavera von Tarnóczy a jeho druhé manželky Kathariny von Sprinzenberg. Jeho neteří byla malířka Bertha von Tarnóczy. V mládí studoval teologii v Innsbrucku a Salcburku. Roku 1829 byl vysvěcen na kněze. V roce 1832 získal doktorský titul a vyučoval v salcburském lyceu. V roce 1850 byl jmenován arcibiskupem, tento úřad zastával až do své smrti 4. dubna 1876.
Jako salcburský arcibiskup měl v Římě velký vliv. Mohl také světit gurské biskupy (vysvětil např. knížete-biskupa Valentina Wieryho). Když dorazil na první vatikánský koncil, papež Pius IX. jej přivítal slovy: "Ecco il mezzo papa, che puo far dei vescovi!" (Zde je poloviční papež, který může tvořit biskupy!) Kardinálem ho Pius IX. jmenoval 22. prosince 1873. Zemřel 4. dubna 1876, pohřben je v kryptě salcburského dómu.

## Biskupská linie
- kardinál Scipione Rebiba
- kardinál Giulio Antonio Santorio (1566)
- kardinál Girolamo Bernerio, OP (1586)
- arcibiskup Galeazzo Sanvitale (1604)
- kardinál Ludovico Ludovisi (1621)
- kardinál Luigi Caetani (1622)
- kardinál Ulderico Carpegna (1630)
- kardinál Paluzzo Paluzzi Altieri degli Albertoni (1666)
- papež Benedikt XIII (1675)
- papež Benedikt XIV (1724)
- papež Kliment XIII. (1743)
- arcibiskup Giovanni Battista Caprara Montecuccoli
- biskup Dionys von Rost
- biskup Karel František z Lodronu
- biskup Bernhard Galura
- biskup Johann Nepomuk von Tschiderer zu Gleitheim
- kardinál Bedřich ze Schwarzenbergu
- kardinál Maximilian Joseph von Tarnóczy

## Apoštolská sukcese
- biskup Ottokar Maria von Attems (1853)
- biskup Vinzenz Gasser (1857)
- biskup Valentin Wiery (1858)
- biskup Jakob Ignaz Maximilian Stepišnik (1863)
- biskup Johann Baptist Zwerger (1867)
- biskup Rupert Mayr (1869)
- biskup Giovanni Giacomo della Bona (1874)
- kardinál Johann Evangelist Haller (1874)